# Botrychium matricariifollium
El Botrychium matricatriifolium és una espècie de petita falguera del grup de les ofioglossals que només conté una família (és un ordre monotípic), les ofioglossàcies. Viu a l'hemisferi nord, principalment als Estats Units, Canadà i als països del Nord d'Europa i en algunes poques localitats d'Àsia. Als Països Catalans es pot trobar en alguns boscos humits i ombrívols, sobre terrenys silícics, àcids, preferentment fagedes.

## Descripció
l'esporòfit (la generació més visible dels pteridòfits) és una planta petita molt poc aparent i que passa fàcilment desapercebuda. Té una única fulla que mesura al voltant d'uns 10 cm (20 cm com a molt) i es  divideix en dos parts molt diferents: una fronda estèril de pocs centímetres de llarg, profundament dividida, amb 3-5 parells de folíols també dividits (bipinnats) i amb el nervi medial  més o menys visible; i una fronda fèrtil amb  una mena de raïm d'esporangis rodons que produeixen espores per les quals es reprodueix. Aquest branca, a diferència d'altres representants del gènere Botrychium, quan està plenament desenvolupada és bastant més llarga que la fronda estèril.
La família Ophioglossaceae son falgueres eusporangiades, amb els esporangis derivats de més d'una cèl·lula inicial i amb parets esporangials de més d'una cèl·lula de gruix.
Les espores es desenvolupen en gametòfits molt petits en forma de protal·lus subterranis que viuen gràcies a micorrices amb fongs del sòl (micotrofia). L'esporòfit desapareix al final de l'estiu, però sovint poden quedar estructures subterrànies latents durant diverses temporades abans de tornar a aparèixer.

## Distribució i hàbitat
Aquesta espècie és una falguera molt rara a Catalunya. S'havia trobat únicament en una fageda acidòfila de l'Alt Empordà, l'any 1981.
Després d'aquesta troballa, no es va poder retrobar, semblava que havia desaparegut del tot, fins al punt que va ser considerada com una espècie extingida a Espanya, l'any 2004.
Però després que se'n localitzés alguna petita població als Pirineus centrals, a l'Alta Ribagorça, s'ha anat cercant de forma més o menys intensa i actualment se'n coneixen alguns peus a la Ribagorça aragonesa, Pallars Sobirà, Ripollès i al massís del Montseny.
Atesa la seva raresa està catalogada dins de l'annex 1 (en perill d'extinció) pel Decret 172/2008, de 26 d’agost de la Generalitat, mitjançant el qual es va crear el Catàleg de flora amenaçada de Catalunya.

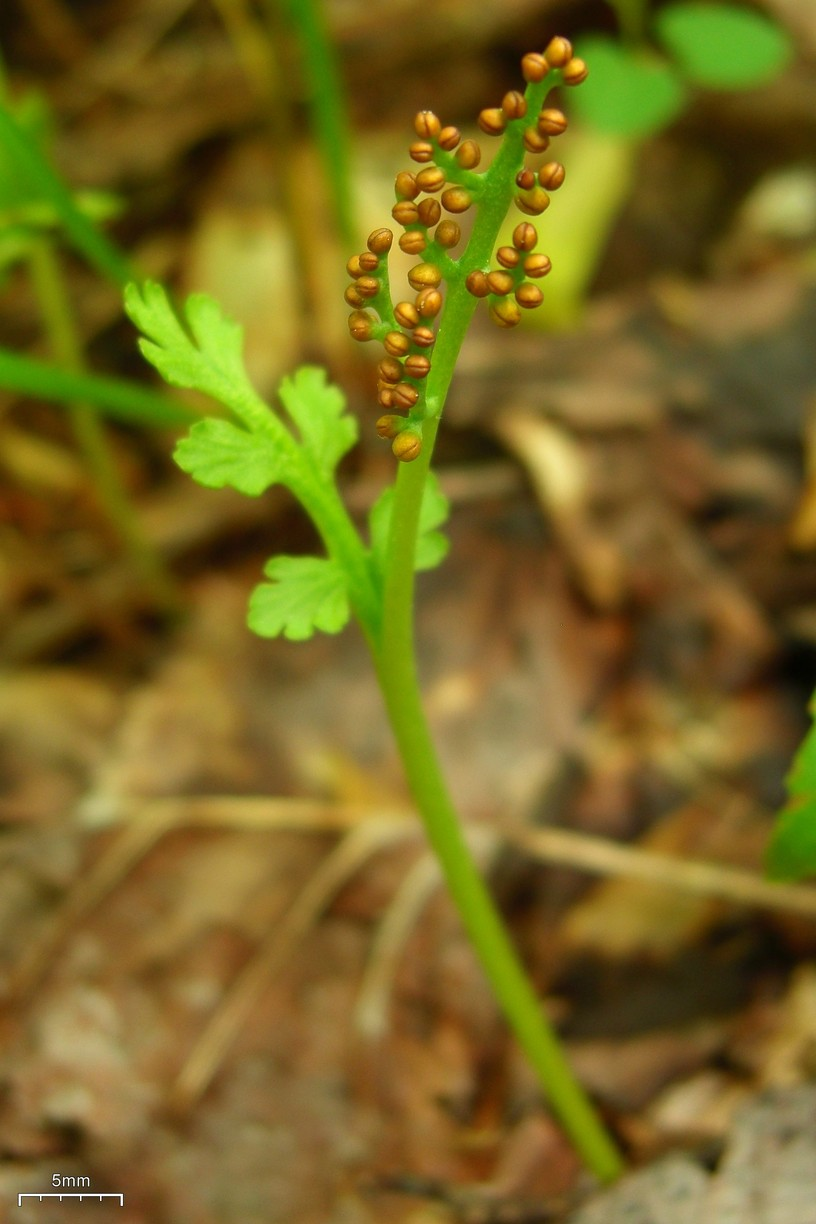
Botrychium matricariifolium
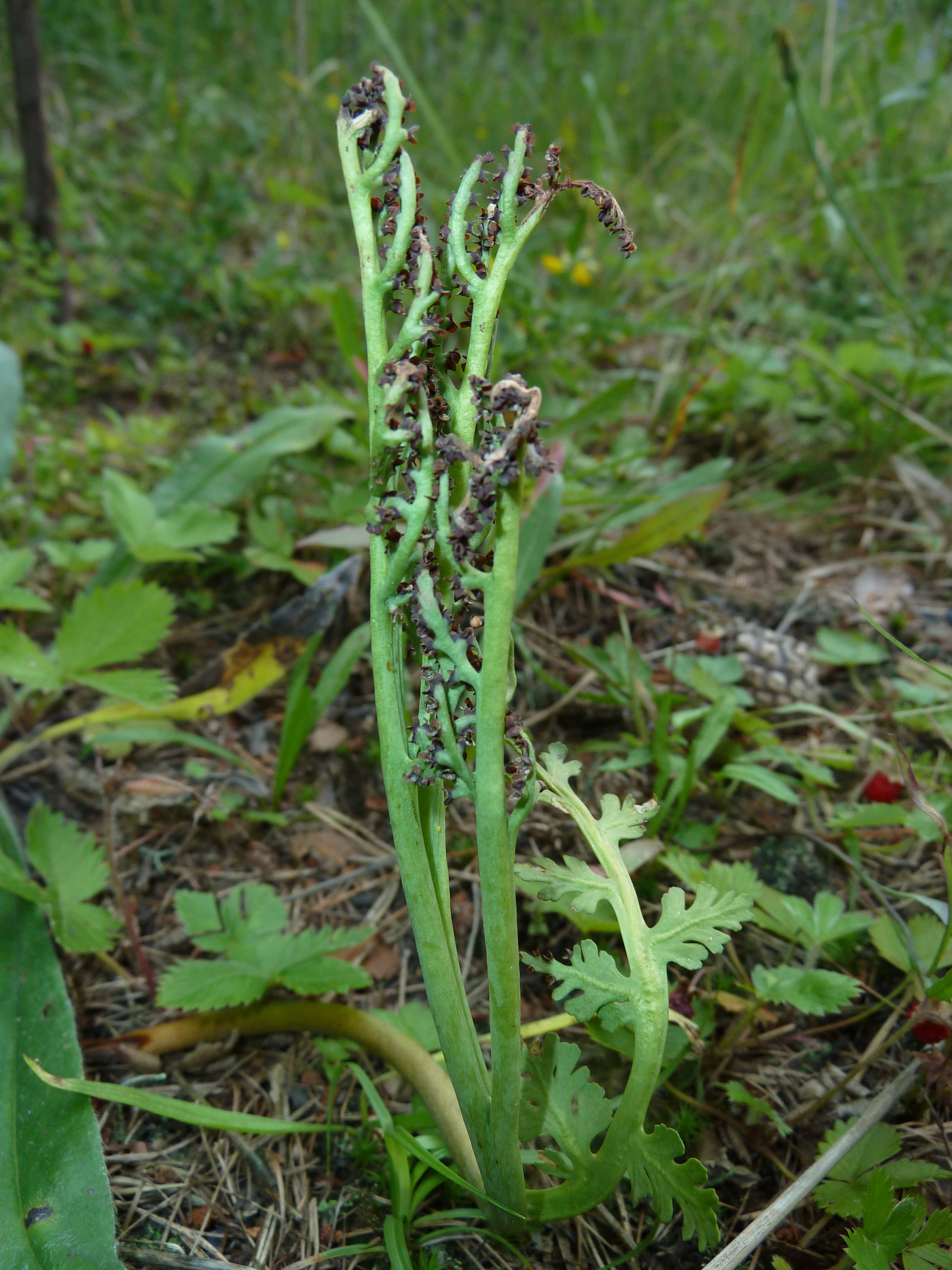
Noteu el nervi medial visible
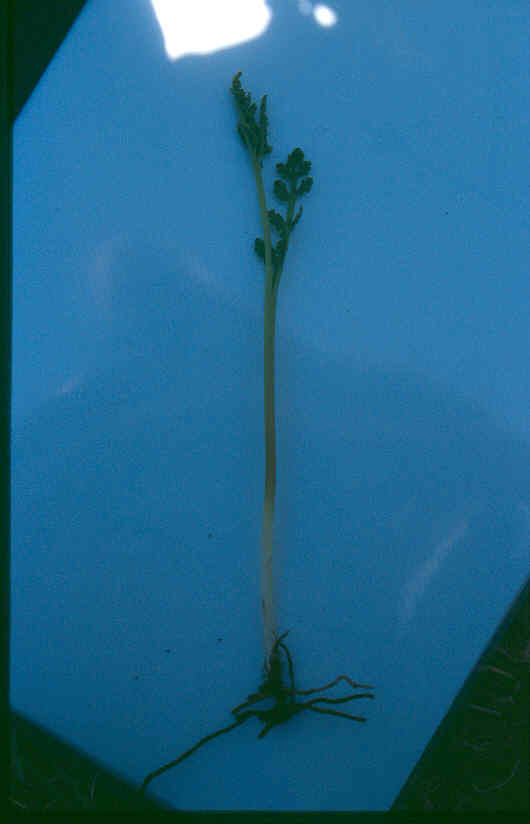
Exemplar sencer on es mostra el rizoma fibrós